# Vizcondado de Gerona
El vizcondado de Gerona fue inicialmente un título funcionarial jerárquicamente inferior al conde de Gerona que aparece ya en el siglo IX poco tiempo después de la Conquista de Gerona. El cargo era inmediatamente inferior al del conde al que asistía y delegaba algunas de sus funciones. Sin embargo con la unificación de los condados catalanes, el título de conde de Gerona recayó también en la figura del conde de Barcelona (a partir de Bernardo de Gotia) que solía residir en la capital barcelonesa alejado de los dominios gerundenses. Así pues la figura de vizconde fue ganando mayor grado de autonomía y asumió la jurisdicción efectiva del condado. A la larga el cargo pasó de ser un cargo nombrado y cesado por el conde a ser un cargo heredado por línea patrilineal.
El primer vizconde conocido es Wifredo I de Gerona, que en 850 fue conde de Gerona. En este año firman un documento dos vizcondes, Ermida y Radulfo, uno de los cuales lo fue de Gerona. Leopardo (o Llopart) fue el padre (seguramente) de Unifred y de Otger. Con Guiniguís, conocido por Mascaró, casado con Jerosòlima (conocida por Gudrielda) el vizcondado convirtió hereditario. Lo sucedió su hijo Sunifred, y otro hijo, Sisemund de Oló, fue vicario de Oló y origen de los Oló y de los Mediona; otro hermano, Eldem, fue señor de Clariana. Sus hermanos Ot, Eldem y Sesmon fueron tomados por los musulmanes durante el saqueo de Barcelona por Almanzor. Sunifred murió en 1008 o poco después y lo sucedió su hijo Amat; otro hijo, Guillermo, fue señor de Montanyola o Vacarisas y tronco de los Moncada; y otro hermano, Ramón, arcediano de Vich, fue señor de Lloret, originando los señores de Lloret. Amat conocido como Amat de Montsoriu (porque poseía el castillo de Montsoriu que era el centro patrimonial de los vizcondes) casado con Sancha, murió poco antes del 1035. Lo sucedió su hijo Arbert, que murió en 1033, pasando la herencia a su hermana Ermesenda de Montsoriu, casada con Giraldo I de Cabrera, señor de Cabrera (y Barcelona) e hijo del primer señor Gausfred de Cabrera, el matrimonio fundó el monasterio de San Salvador de Breda. Muere Giraldo hacia el 1050, el título pasó a su hijo Ponce, en quien se reunieron los patrimonios de los señores de Cabrera y vizcondes de Gerona, adoptando el título de vizcondes de Cabrera.

## Lista de vizcondes
- Wifredo I de Gerona c.840 (848, conde de Gerona)
- Ermida c.850
- Radulfo c.850
- Leopardo o Llopart c.920-930
- Unifred c.930-940
- Otger c.940-968
- Guiniguís (Mascaró) 968-982
- Sunifredo de Gerona 982-1008
- Amat de Montsoriu 1008-1025
- Arbert de Montsoriu 1025-1033
- Ermesenda de Montsoriu 1033-1057
- Ponce I de Cabrera 1057-1105
- Giraldo II de Cabrera 1105-1132
- Ponce II de Cabrera 1131-1145
- Giraldo III de Cabrera 1145-1165